# Pachychernes attenuatus
Pachychernes attenuatus är en spindeldjursart som beskrevs av William B. Muchmore 1991. Pachychernes attenuatus ingår i släktet Pachychernes och familjen blindklokrypare. Inga underarter finns listade i Catalogue of Life.